# Stazione di Jesi
Stazione di Jesi vasútállomás Olaszországban, Marche régióban, Jesi településen.

## Vasútvonalak
Az állomást az alábbi vasútvonalak érintik:
- Ancona–Orte -vasútvonal

## Kapcsolódó állomások
A vasútállomáshoz az alábbi állomások vannak a legközelebb: 
- Stazione di Chiaravalle
- Stazione di Pantiere di Castelbellino